# 1966
1966 (MCMLXVI) va ser un any comú començat en dissabte del calendari gregorià, l'any 1966 de les designacions Era Comuna i Anno Domini (AD), l'any 966 del segon mil·lenni, el 66è any del segle XX i el 7è any de la dècada del 1960.

## Esdeveniments
Catalunya:
- 9 de març, Barcelona: Les autoritats franquistes reprimeixen una assemblea d'estudiants que se celebrava al convent dels Caputxins de Sarrià; aquests fets es coneixen com la Caputxinada.[1]
- 22 de juliol: Apareix el primer número de la revista Tele/Estel, primera publicació no eclesiàstica en català després de la Guerra Civil.[2]
- 25 de setembre, Barcelona: Se celebra el concurs de castells III Gran Trofeu Jorba-Preciados a l'avinguda del Portal de l'Àngel.
- 5 d'octubre, Guinea Equatorial: per 20.000 pessetes, el primatòleg Jordi Sabater Pi hi compra Floquet de Neu, un goril·la albí, quan aquest tenia entre dos i tres anys.

Resta del món:
- 19 de gener, Índia: Indira Gandhi és elegida primera ministra del país.[3]
- 7 de març, Palomares (Almeria), Espanya: El ministre Fraga es banya al mar en la zona on havia caigut una bomba H estatunidenca, per demostrar que no hi existia perill de radioactivitat.
- 18 de març, Espanya: Aprovació de la Llei 14/1966 de premsa i impremta.
- 12 d'abril, Estats Units: es publica el nº52 de Fantastic Four de Marvel Comics, on es produeix la primera aparició de Black Panther, creat per Stan Lee i Jack Kirby.
- 30 de setembre, Botswana: El país declara la independència de l'Imperi Britànic.[4]
- 4 d'octubre, Lesotho va obtenir la independència del Regne Unit.
- 15 d'octubre, Oakland, Califòrnia: Fundació dels Panteres Negres.[5]
- 21 d'octubre, Aberfan, prop de Merthyr Tudful, Gal·les: El runam de la mina de carbó s'esllavissa en forma d'un flux de fang cobrint el poble i matant a 144 persones (116 nens i 28 adults). Els fets són coneguts com la catàstrofe d'Aberfan
- 17 de novembre: Les Barbados s'independitzen de l'Imperi Britànic.[6]
- 16 de desembre, Nova York: L'Assemblea General de les Nacions Unides acorda el Pacte Internacional de Drets Civils i Polítics, el qual, entre d'altres, reconeix el dret de tots els pobles a l'autodeterminació.
- S'estrena la pel·lícula franco-italiana El sol negre
- Estrena de la pel·lícula Johnny Or.

### Música
| M/d   | artistes                 | títol                          | estil      |
| ----- | ------------------------ | ------------------------------ | ---------- |
| 05/16 | The Beach Boys           | Pet Sounds                     | pop        |
| 06/   | Judy Collins             | In My Life                     | folk       |
| 12/09 | Cream                    | Fresh Cream                    | blues rock |
| 06/20 | Bob Dylan                | Blonde on Blonde               | rock       |
| 06/14 | Dave Brubeck             | Time In                        | jazz       |
| 10/28 | The Kinks                | Face to Face                   | rock       |
| 12/29 | Ennio Morricone          | The Good, the Bad and the Ugly | BSO        |
| 06/27 | The Mothers of Invention | Freak Out!                     | art rock   |
| 04/15 | The Rolling Stones       | Aftermath                      | rock       |
| 01/17 | Simon and Garfunkel      | Sounds of Silence              | folk       |

```
Fa 59 anys
:
```

El 6 de juny s'estrenà l'òpera sacra de Benjamin Britten The Burning Fiery Furnace; al novembre, el Festival Sigma de Bordeus acollí l'estrena de la Suite bufa de Mestres Quadreny, amb Carles Santos al piano; i, el 16 de desembre, Antony and Cleopatra, de Samuel Barber.
Enguany es publicaren les cançons "Black Is Black" (del grup Los Bravos), "God Only Knows" (dels Beach Boys), "I'm Only Sleeping" (dels Beatles) i "El muerto vivo" (Peret).
Naiximents
- 4gen  Deana Carter (cantautora country)
- 8gen  Andrew Wood (Malfunkshun)
- 28mar  Salt (Salt-N-Pepa)
- 16mai  Janet Jackson (cantant)
- 16jul  Yıldız Tilbe (cantant)
- 15jul  Bobby Gustafson (Overkill)
- 15jul  Jason Bonham (Virginia Wolf)
- 20jul  Stone Gossard (Mother Love Bone)
- 29jul  Martina McBride (cantautora country)
- 7ago  Kristin Hersh (Throwing Muses)
- 10ago  Elisabet Raspall (pianista de jazz)
- 17nov  Jeff Buckley (cantautor)
- 8des  Sinéad O'Connor (cantautora)

### Premis Nobel
| Camp                  | Guardonats                                      |
| --------------------- | ----------------------------------------------- |
| Física                | - Alfred Kastler                                |
| Química               | - Robert S. Mulliken                            |
| Medicina o Fisiologia | - Francis Peyton Rous - Charles Brenton Huggins |
| Literatura            | - Shmuel Yosef Agnon - Nelly Sachs              |
| Pau                   | - No atorgat                                    |

## Naixements
Països Catalans
- 13 de gener - Palma: Maria de la Pau Janer, escriptora mallorquina.
- 20 de gener - València: Marta Torrado de Castro, advocada i política valenciana.[7]
- 10 de febrer - Palma, Mallorca: Margalida Pons i Jaume, filòloga, poetessa i professora universitària mallorquina.[8]
- 11 de març - Barcelona: Beatriu Ferrer-Salat, amazona catalana de doma clàssica, medallista olímpica als Jocs d'Atenes 2004.[9]
- 14 de març - Barcelona: Anna Amigó Bertran, orientadora catalana, especialista en curses d'orientació i raids d'aventura.[10]
- 7 d'abril, Bellver de Cerdanya: Maria Betriu Català, atleta especialitzada en curses de fons i mig fons.[11]
- 8 d'abril - Vic, Osona: Melcior Mauri i Prat, ciclista català.
- 10 de maig - Barcelona: Teresa Forcades i Vila, metgessa, teòloga i monja benedictina catalana.[12]
- 4 de juny - Arbúcies, Selva: Mercè Pons i Veiga, actriu catalana de teatre, doblatge, cinema i televisió.[13]
- 5 de juny - Barcelona: Rosa Colomer Artigas, filòloga i lingüista catalana, fou directora del TERMCAT (m. 2013).[14]
- 9 de juny: 
  - Folgueroles, Osona: Cristina Nogué Bori, atleta especialitzada en camp a través i curses de mig fons i fons.[15]
  - Granollers, Vallès Oriental: María Ángeles Olano García, advocada i política catalana, ha estat diputada al Parlament.[16]
- 4 de juliol - la Vall d'Uixó: Antonia García Valls, mestra i política valenciana, ha estat diputada al Congrés dels Diputats.[17]
- 7 de juliol - Calella: Núria Martí Constans, escriptora catalana.[cal citació]
- 12 de juliol, Madrid: Ana Torrent, actriu espanyola, protagonista dels films Tesis, Cría cuervos i El espíritu de la colmena, entre d'altres.[18]
- 14 de juliol - Barcelona: Ana María Cuervo, biòloga cel·lular catalana.[19]
- 23 de juliol - Torí: Simona Levi, artista, activista, estratega tecnopolítica, gestora cultural, establerta a Barcelona des de 1990.[20]
- 26 de juliol - Montblanc, Conca de Barberà: Montserrat Martín Moncusí, arquera catalana.[21]
- 1 d'agost - Barcelona, Mercè Sarrias i Fornésː dramaturga i guionista catalana.[22]
- 8 d'agost - Mataró: Isabel Medina i Cantón, pianista, contrabaixista i compositora.[23]
- 10 d'agost - Vilanova i la Geltrú: Elisabet Raspall i Guillamont, música, pianista i compositora de jazz vilanovina.[24]
- 20 d'agost - el Pilar de la Foradada, Baix Segura: Miguel Albaladejo, director de cinema valencià.
- 7 de setembre - Barcelona: David Vegara i Figueras, economista, gestor públic i polític català.
- 8 de setembre - Barcelona: Laura Conejero, actriu catalana de teatre, cinema i televisió.[25]
- 12 de setembre - Girona: Mercè Saurina Clavaguera, escriptora.
- 22 de setembre - Sabadell: Albert Pla, cantautor català.
- 22 de novembre - Còrdova, Andalusia, Espanya: Francisco Ángel Blanco Nieto, més conegut com a Latino, músic de jazz valencià, director i cofundador de Sedajazz.
- 2 de desembre - Ripoll, Joan Puigcercós, empresari i polític català.
- 7 de desembre - València: Lucía Etxebarria, escriptora basca.
- 16 de desembre - Santa Eulàlia de Ronçana, Vallès Oriental: Empar Moliner, escriptora catalana.[26]
- 30 de desembre - Santa Coloma de Gramenet: Lídia Guinart Moreno, política catalana, periodista, diputada al Congrés dels Diputats.[27]
- Girona: Rafael de Ribot, periodista català.
- Les Borges Blanques: Gregorio Iglesias Mayo, pintor
- Borriana: Julián Arribas Pérez, escriptor

Resta del món
- 6 de gener, Foz, Lugo: Luisa Castro Legazpi, escriptora i columnista gallega en llengües  gallega i espanyola.[28]
- 19 de gener, 
  - Andorra: Meritxell Mateu i Pi, política andorrana; ha estat ministra i Consellera General del Principat d'Andorra.[29]
  - Quebec: Guy Delisle, autor de còmics
- 6 de febrer, Lancashire, Anglaterra: Rick Astley, cantant Inglés.
- 7 de febrer, Leipzig, RDA: Kristin Otto, nedadora alemanya guanyadora de 6 medalles olímpiques en els Jocs Olímpics de 1988.[30]
- 1 de març, Boulogne-Billancourt: Delphine de Vigan, escriptora francesa.[31]
- 18 de març, Anduins Vito d'Asio, Itàlia: Fiorenza Cedolins, soprano italiana.[32]
- 19 de març, Tiajin (Xina) : Qin Gang, polític xinès. Ministre d'Afers Exteriors (2023).[33]
- 22 de març, Kíiv (Ucraïna): Olha Bohomòlets, política, compositora i metgessa ucraïnesa.[34]
- 8 d'abril, Dallas, Texas, EUA: Robin Wright, actriu Estatunidenc.
- 15 d'abril, 
  - Mile End, Londres, Anglaterra: Samantha Fox, modelu i cantant Inglesa.
  - Londres: Cressida Cowell, autora anglesa de literatura infantil.[35]
- 19 d'abril, Orleans: Véronique Gens, soprano francesa.[36]
- 22 d'abril - Seattle, Washington: Jeffrey Dean Morgan, American actor.
- 25 d'abril, Perpinyà: Isabelle Pasco, actriu i model nord-catalana.[37]
- 3 de maig, Vilagarcía de Arousa, Galícia: Luis Ángel César Sampedro, futbolista i preparador físic
- 7 de maig, Ashdod, Israel: Dafna Dekel, cantant israeliana.[38]
- 16 de maig: Gary, Indiana, EUA: Janet Jackson, actriu i cantant estatunidenca.[39]
- 22 de maig, Xangai (Xina): Wang Xiaoshuai, director de cinema xinès.[40]
- 24 de maig, Marsella, França: Éric Cantona, actor i exfutbolista professional francès recordat per la seva etapa com a jugador del Manchester United.[41]
- 4 de juny, Roma: Cecilia Bartoli, mezzosoprano italiana.[42]
- 13 de juny, Leningrad, Unió Soviètica: Grigori Perelman, matemàtic rus.
- 14 de juny:
  - Brasil: Gilberto Carlos Nascimento, futbolista.
  - São Paulo: Luciana Souza, cantant i compositora brasilera de jazz.[43]
- 19 de juny, Steinkjer, Noruega: Silje Nergaard, cantant i compositora de jazz noruega.[44]
- 26 de juny, Oslo, Noruega: Tom Henning Øvrebø, àrbitre de futbol noruec
- 27 de juny, Nova York, Estats Units: Jeffrey Jacob Abrams, productor i director de televisió i cinema nord-americà
- 28 de juny, Uppsala, Suècia: Åsa Larsson, escriptora sueca de novel·la negra.[45]
- 4 de juliol, Zaria: Josephine Obiajulu Odumakin, activista pels drets de les dones nigeriana.[46]
- 7 de juliol, Budapest, Hongria: Eszter Bálint, cantant, compositora, violonista i actriu hongareso-estatunidenca.[47]
- 9 de juliol, Kobe, Japó: Amélie Nothomb, escriptora belga en llengua francesa.[48]
- 15 de juliol, París, Alts del Sena: Irène Jacob, actriu francosuïssa. Premi a la interpretació femenina al Festival de Canes 1991.[49]
- 21 de juliol, 
  - Neyland, comtat de Pembroke, Gal·les: Sarah Waters, escriptora britànica.[50]
  - Lhasa, Tibet: Tsering Woeser, escriptora i activista tibetana.[51]
- 24 de juliol, Akka: Aminatou Haidar, defensora dels drets humans i activista política sahrauí.[52]
- 25 de juliol, Portneuf, Quebec, Canadà: Lynda Lemay, cantant quebequesa.[53]
- 26 de juliol, Cassano delle Murge, Pulla, Itàlia: Anna Rita del Piano, actriu italiana i també directora teatral i de curts.[54]
- 7 d'agost, Huntsville (Alabama), EUA: Jimmy Wales, fundador de la Viquipèdia
- 10 d'agost, Cevenes, França: Laurent Gounelle, escriptor i especialista en desenvolupament personal
- 2 de setembre, Coatzacoalcos, Mèxic: Salma Hayek, actriu mexicana
- 9 de setembre, Brooklyn, Nova York, EUA: Adam Sandler, actor Estatunidenc.
- 12 de setembre, Mashad, Iran: Anousheh Ansari, enginyera, astronauta i empresària iraniana i estatunidenca.[55]
- 13 de setembre, Nkongsamba, Camerun: Francine Gálvez, periodista i presentadora espanyola.[56]
- 27 de setembre, Boston, Massachusetts: Stephanie Wilson, astronauta nord-americana.[57]
- 8 d'octubre, 
  - Rochester (Nova York): Thomas Rickner, tipògraf estatunidenc.
  - Lahr, Alemanya: Tabea Zimmermann, intèrpret de viola alemanya.[58]
- 9 d'octubre, Londres, Anglaterra, Regne Unit: David Cameron, polític conservador britànic i primer ministre del Regne Unit des de l'11 de maig de 2010.[59]
- 11 de novembre, Milà, Llombardia: Benedicta Boccoli, actriu italiana.
- 12 de novembre, Härnösand, Suècia: Anette Norberg, jugadora de cúrling sueca.[60]
- 16 de novembre, Milà: Roberta Invernizzi, soprano italiana especialitzada en música barroca.[61]
- 20 de novembre, Forest Park, Illinois: Jill Thompson, escriptora i dibuixant de còmics estatunidenca, guanyadora del Premi Eisner.[62]
- 14 de desembre, Salta: Lucrecia Martel, directora de cine argentina, una de les cineastes més importants de Llatinoamèrica.[63]
- 21 de desembre - 21 de desembre - Londres, Anglaterra: Kiefer Sutherland, actor.[64]
- Eisenkappel-Vellach, Àustria, Cvetka Lipuš, poeta austríaca en eslovè
- Seül: Jeongmoon Choi, artista sud-coreana.
- Londres: Carne Ross, diplomàtic
- Extremaduraː Rosa Ferré, gestora cultural espanyola, directora de Matadero Madrid.

## Necrològiques
Països Catalans
- 27 de gener - l'Escala: Víctor Català, autora de la reeixida novel·la Solitud (96 anys).[65]
- 2 de febrer - Almenarː Clemència Berdiell, mestra i directora de l'Escola Pública d'Almenar de 1927 a 1959 (n.1889).[66]
- 1 d'abril - Barcelona: Josep Maria Pericas i Morros, arquitecte català entre el modernisme i el noucentisme (n. 1881).[67]
- 8 d'abril - Barcelona: Joan Sedó i Peris-Mencheta, col·leccionista i cervantista català (n. 1908).
- 2 de maig - Barcelona: Miquel Llor, escriptor català (n. 1894).[68]
- 21 de maig - Barcelona: Ricard Opisso i Sala, dibuixant i caricaturista català (85 anys).[69]
- 11 de juliol, Barcelona: Dolors Frau i Julià, mezzosoprano catalana (n. 1882).[70]
- 26 de juliol - Barcelona: Carme Montoriol i Puig, traductora, escriptora i pianista catalana.[71]
- 10 de desembre - Sabadell: Patrocini Agulló i Soler, activa defensora dels necessitats.[72]
- Mèxic: Miquel Curcó i Rubió, dirigent obrer urgellenc.

Resta del món
- 1 de gener, París, França: Vincent Auriol, advocat, 16è president de la República Francesa, 1r de la IV República (n. 1884).

- 16 de gener, Zúric: Margarete Susman, poeta, escriptora i crítica jueva alemanya (n. 1872).[73]
- 28 de gener, Brema: Paolo Costoli, nedador i jugador de waterpolo italià.
- 1 de febrer, Ixelles: Max Deauville, metge i escriptor.
- 1 de febrer, Hollywood, Califòrnia, Estats Units: Buster Keaton, actor i director de cinema estatunidenc.
- 12 de febrer, Siracusa, Sicilia (Itàlia): Elio Vittorini, escriptor i polític italià (n. 1908).[74]
- 13 de febrer, París, Illa de França: Marguerite Long, pianista francesa (n.1874).[75]
- 5 de març, Domodédovo, prop de Moscou, Rússia: Anna Akhmàtova, poeta russa, representant de l'acmeisme (n. 1889).[76]
- 10 de març, Amersfoort, Utrecht (Països Baixos): Frits Zernike, físic neerlandès, Premi Nobel de Física de l'any 1953 (n. 1888).[77]
- 30 de març, Florència, Toscana, Itàlia: Jelly d'Aranyi, compositora i violinista hongaresa nacionalitzada anglesa (n. 1895).[78]
- 10 d'abril, Combe Florey, Somerset, Regne Unit: Evelyn Waugh, escriptor anglès de novel·les, biografies i llibres de viatge (n. 1903).[79]
- 23 d'abril, El Caire, Egipte: Neima Akef, actriu de l'època daurada del cinema i ballarina de dansa del ventre (n. 1932).
- 4 de maig:
  - Lió, França: Edmond Locard, criminòleg i metge forense.
  - Canes, França: Amédée Ozenfant, pintor i escriptor francès, cofundador del purisme (n. 1886).[80]
- 12 de maig: 
  - París (França): Anna Langfus, escriptora en francès d'origen polonès, Premi Goncourt de l'any 1962 (n. 1920).[81]
  - Richardson, Texas: Bette Nesmith Graham, mecanògrafa, dissenyadora i empresària, inventora del Liquid Paper (n. 1924).[82]
- 21 de maig, París: Marya Freund, soprano polonesa nacionalitzada francesa (n. 1876).[83]
- 7 de juny:
  - Oulu: Otto Karhi, polític finlandès.
  - Basilea, Suïssa:  Jean Arp, escultor, poeta i pintor alsacià (n. 1886).[84]
- 29 de juliol, Sydney: Thea Proctor, artista modernista australiana.[85]
- 2 de novembre, Ithaca, Nova York (EUA): Peter Joseph William Debye, físic i químic nord-americà, Premi Nobel de Química 1936 (n. 1884).
- 3 de novembre, Ciutat de Mèxic: Magda Donato, periodista, dramaturga, narradora i actriu espanyola, exiliada a Mèxic (n. 1898).[86]
- 9 de novembre, Cuernavaca, Mèxic: Regina Lago, pedagoga, psicòloga i científica espanyola exiliada a Mèxic (n. 1898).[87]
- 15 de desembre, Chicago, EUA: Walt Disney, director, animador i productor de cinema.